# David Don
Pour les articles homonymes, voir Don.
David Don est un botaniste britannique, né le 21 décembre 1799 à Doo Hillock (Forfarshire, Écosse) et mort le 8 décembre 1841 à Londres. C'est le frère cadet du botaniste George Don (1798-1856).

## Biographie
Le père de George et David, dont le nom de baptême est George, comme son fils aîné, est également botaniste et directeur du jardin botanique royal d'Édimbourg.
David Don est bibliothécaire de la Société linnéenne de Londres de 1822 à 1841. De 1836 à 1841, il enseigne la botanique au King’s College de Londres. Il s’intéresse notamment aux conifères et est l’auteur de Prodromus florae nepalensis (1825) et participe à la rédaction de A Description of the genus « Pinus » (J. Gale (Weddel), trois volumes, 1824-1837) de Aylmer Bourke Lambert (1761-1842). Il dirige également The Annals and Magazine of natural history de 1841 à 1842.
Il a également nommé le genre d'orchidée Pleione en 1825.
Il a défini en 1834 un nouveau genre d'Ericaceae, le genre Cassiope, en ôtant certaines espèces du genre Andromeda pour les y placer.